# Виймси
Ви́ймси (эст. Viimsi) — посёлок в волости Виймси уезда Харьюмаа, Эстония. Административный центр одноимённой волости.

## География и описание
Расположен на восточном берегу Таллинского залива Балтийского моря на полуострове Виймси. Высота над уровнем моря — 39 метров.
Климат — умеренный. Официальный язык — эстонский. Почтовый индекс — 74001.

## Население
По данным переписи населения 2021 года, в Виймси проживали 2703 человека, из них 2320 (86,1 %) — эстонцы.
По данным переписи населения 2011 года, численность жителей посёлка составила 2341 человек, из них 2122 (90,6 %) — эстонцы.
Численность населения посёлка Виймси:
| Год  | 1979 | 1989   | 2000   | 2011   | 2017   | 2018   | 2019   | 2020   | 2021   |
| ---- | ---- | ------ | ------ | ------ | ------ | ------ | ------ | ------ | ------ |
| Чел. | 554  | ↗ 1472 | ↗ 1762 | ↗ 2341 | ↘ 2251 | ↗ 2355 | ↗ 2423 | ↗ 2492 | ↗ 2703 |

## История
Первое упоминание о Виймси как о деревне в приходе Йыэляхтме содержится в Датской поземельной книге 1241 года. На военно-топографических картах Российской Империи (1846–1863 годы), в состав которой входила Эстляндская губерния, деревня обозначена как Вимсъ.
В 1471 году рядом с деревней была основана мыза Вимс. С 2001 года в зданиях мызы располагается Эстонский Военный музей (Музей генерала Лайдонера).
В посёлке находится волостной дом; есть школа, культурно-образовательный центр, центр по интересам; работают спа-отель и водный парк «Tallinn Viimsi Spa & Waterpark». Посёлок в основном застроен частными и рядными жилыми домами, и в нём непрерывно идёт развитие недвижимости и социальной инфраструктуры.

## Галерея

Виймси, улица Вехема
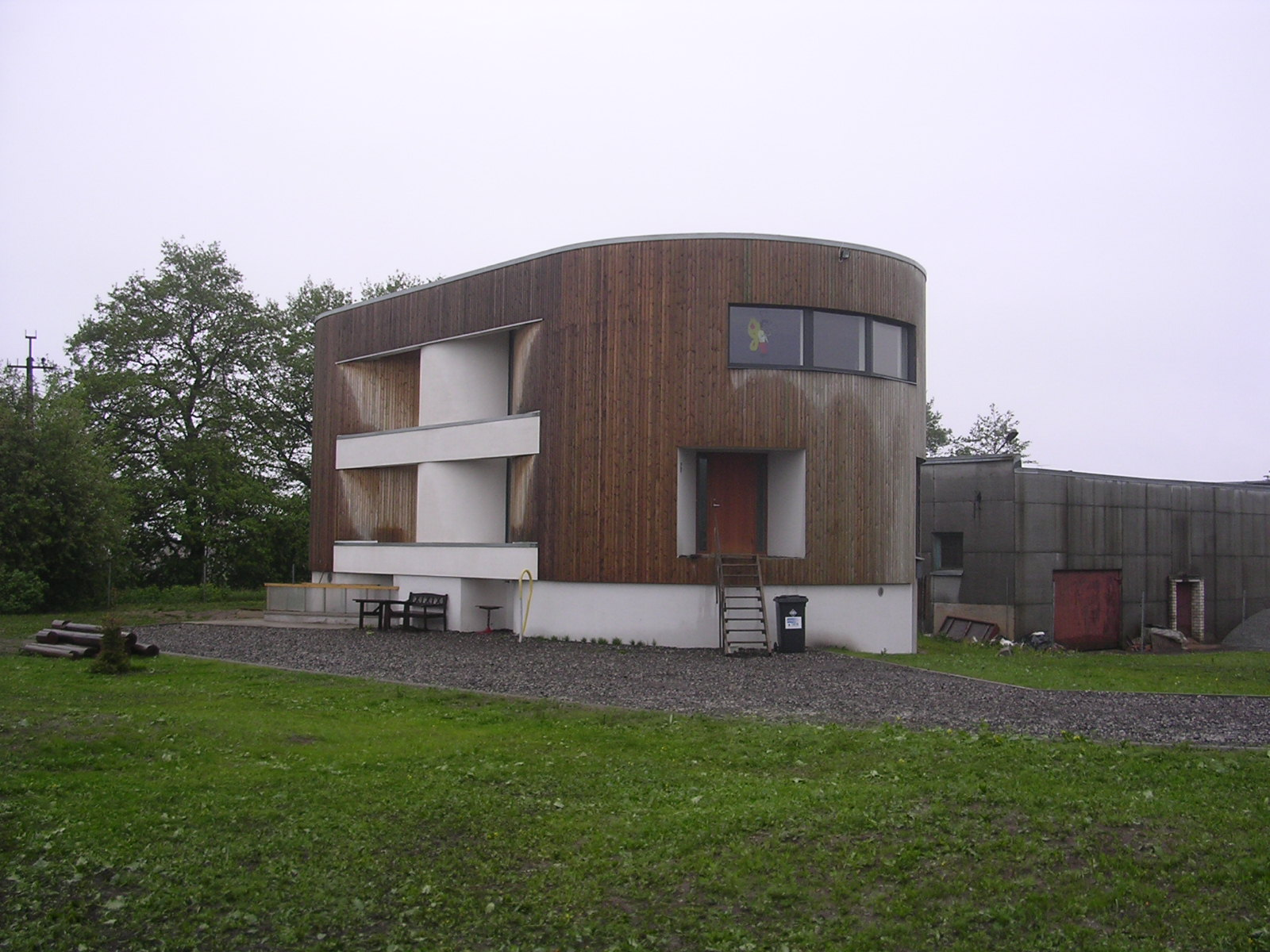
Частный детский сад "Tibu 2"
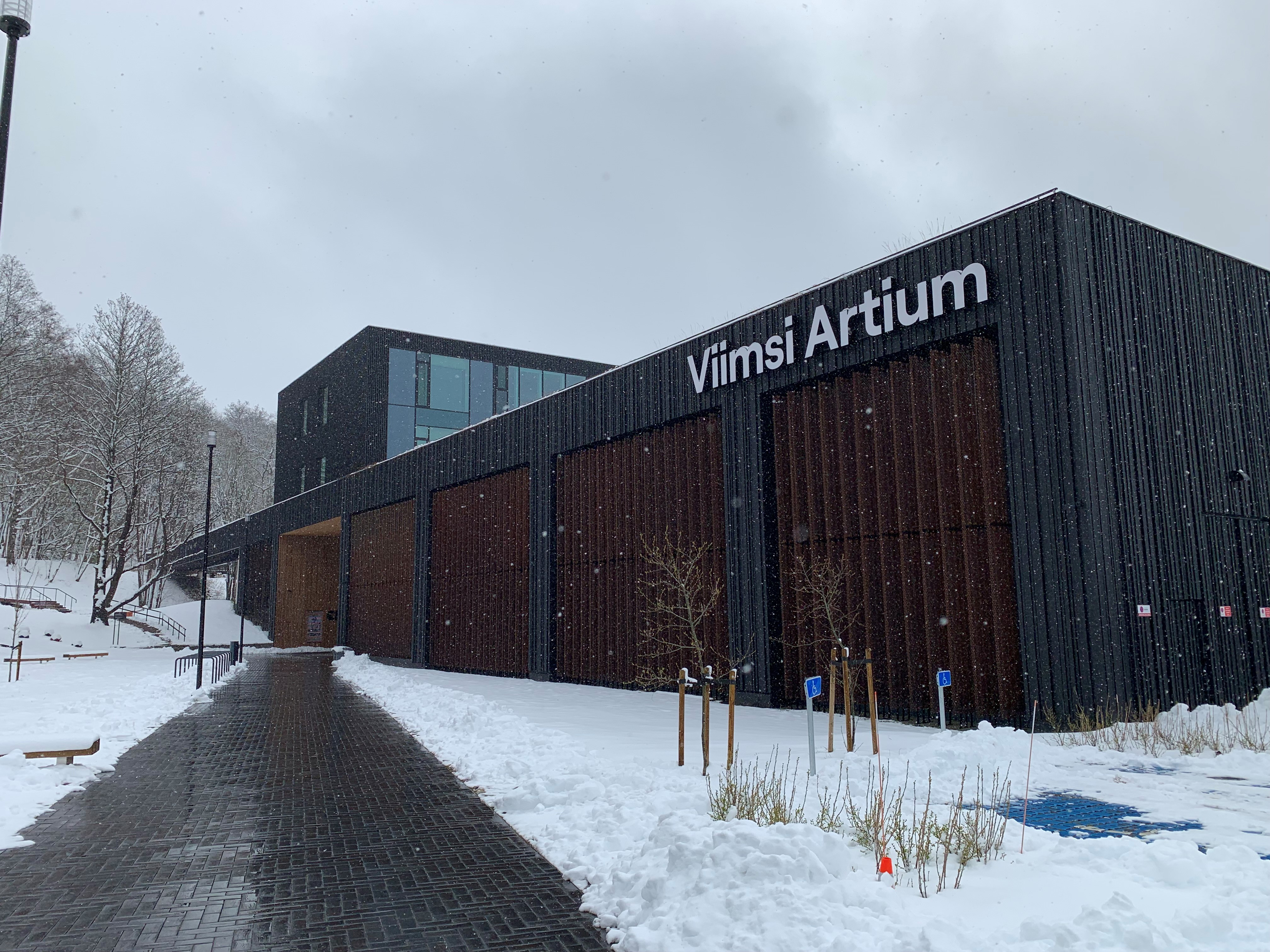
Культурно-образовательный центр «Виймси Артиум»
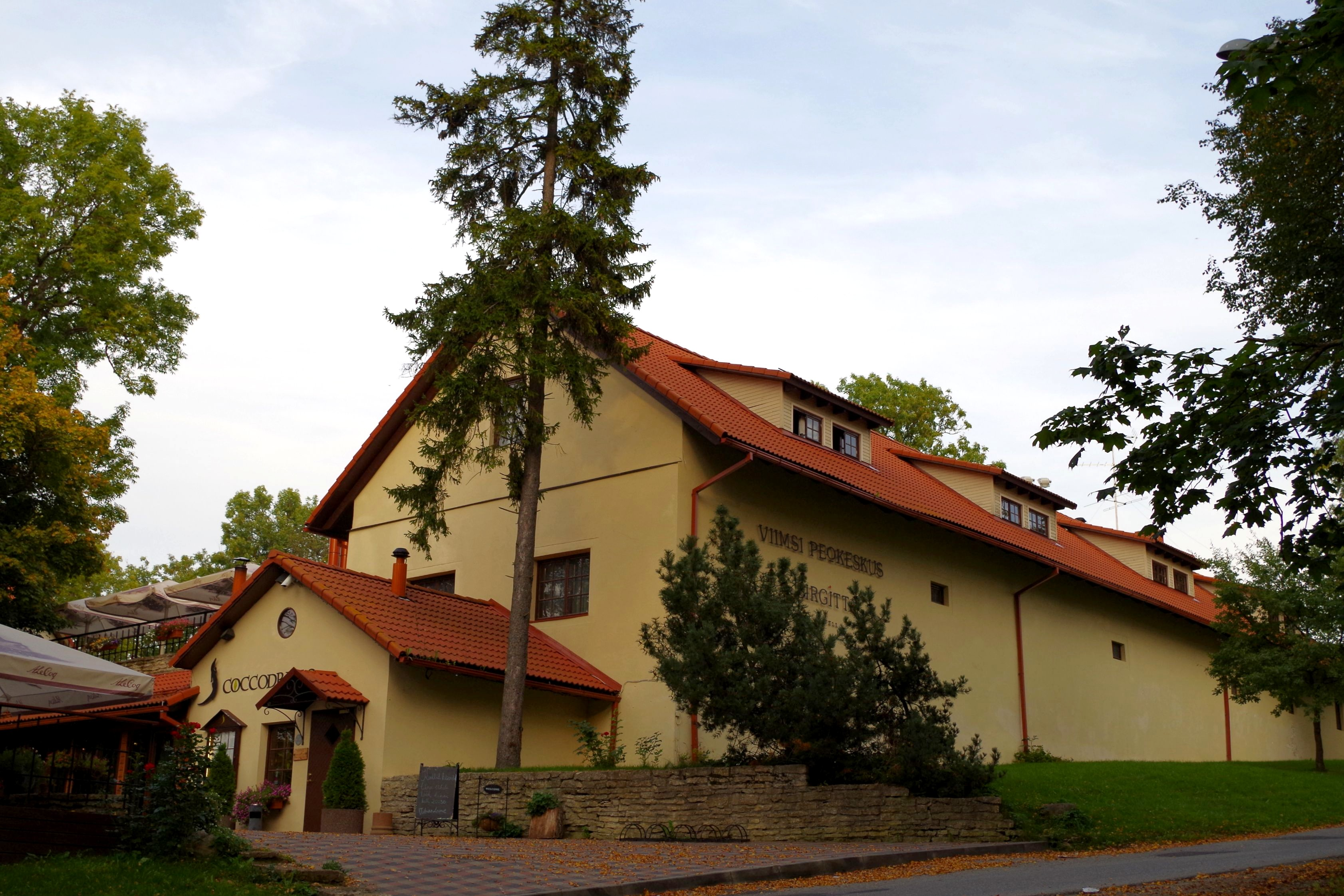
Праздничный центр Виймси и гостевой дом «Биргитта»
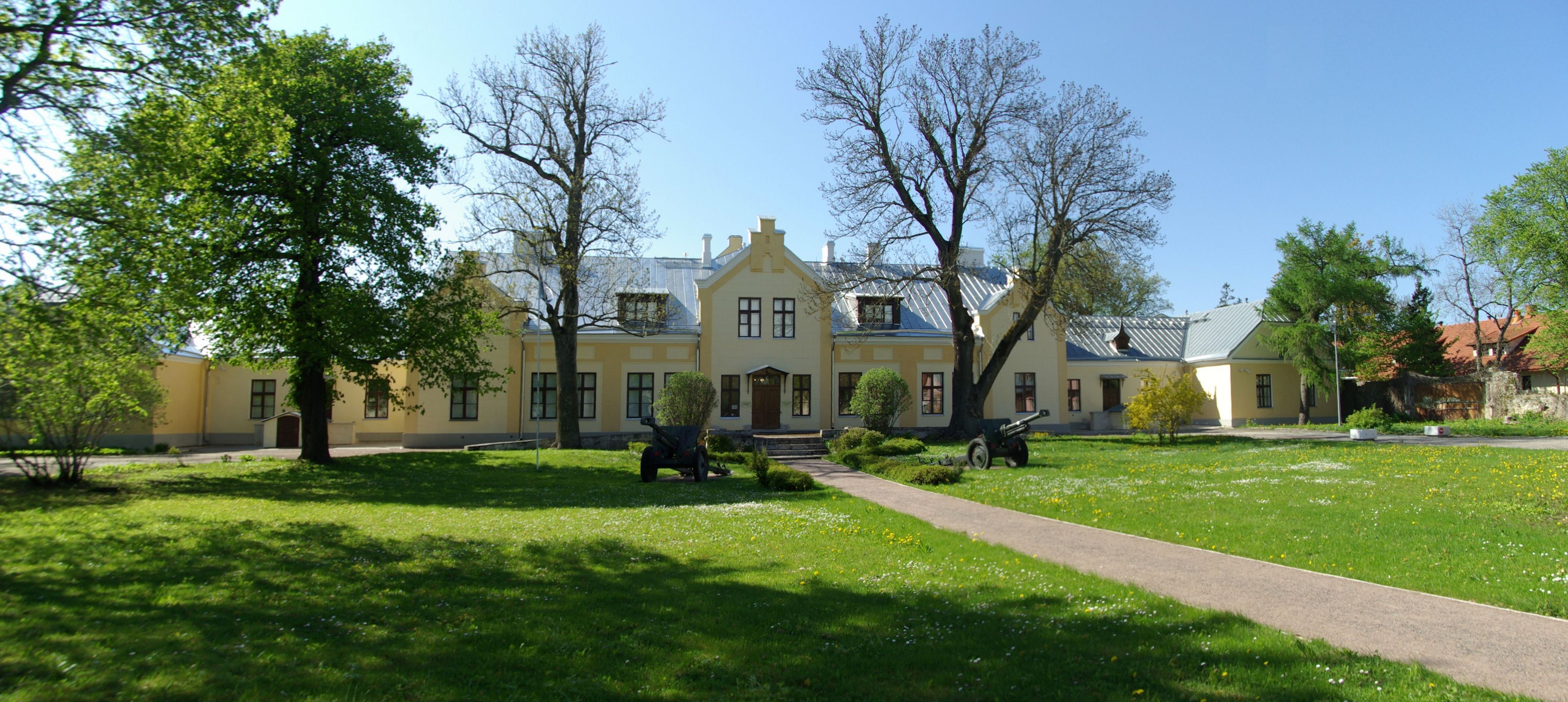
Главный вход в Эстонский Военный музей
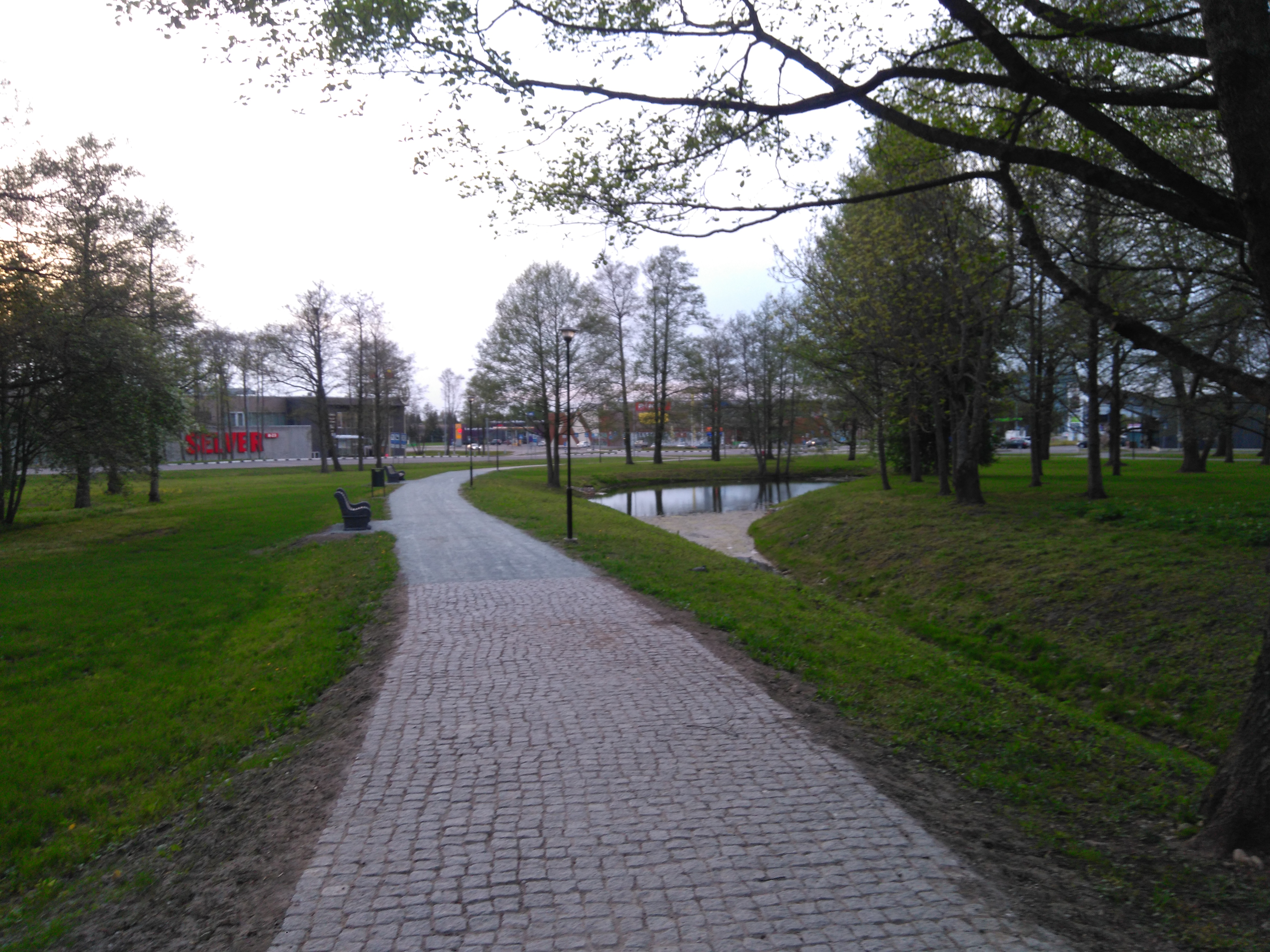
В парке мызы Вимс (Виймси)